# 杨佳袭警案
杨佳袭警案，2008年7月1日發生在上海市公安局闸北分局内，导致六名警员死亡、四名警员和一名保安人员受伤。事后杨佳（男）被逮捕，案件在经过上海市第二中级人民法院一审和上海市高级人民法院二审后，判决杨佳死刑，并在最高人民法院核准后执行注射死刑。
當年，一场关于警察暴力、社会公平道义的讨论在网络上掀起热潮。香港导演应亮以杨佳母亲为主角拍摄的紀實电影《我还有话要说》（When Night Falls）于2012年4月28日在韩国全北大学首映，随后获得第65届瑞士洛迦诺电影节最佳导演奖、最佳女主角奖，而中華人民共和國政府则在影片筹备阶段便试图封杀该电影，在其上映后也隨即下令禁播。

## 案件过程

### 前因
杨佳袭警案的起因，源于2007年10月5日晚，杨佳骑着一輛租借的自行车途径上海市芷江西路普善路口时，被闸北分局芷江西路派出所的巡逻民警截停。过程中，杨佳要求民警出示證件才會出示个人证件和车辆来源證件（或已出示租赁合同），引发路人的围观。民警將楊佳強制帶離現場，並帶回派出所後，進行了六個小時的盤問。
此后，杨佳一度返回北京，但至案发前，杨佳曾多次通过信件、电子邮件等方式向上海市公安局和闸北分局的监督部门致函投诉，并且在信件中要求开除当值警员，并向警方对其在公众场合被调查等情况索要精神赔偿。在经闸北分局督察支队调查后，警方未處理当值警员，聲稱例行检察符合相关法规，并由督察支队委派警员前往北京的杨佳住处当面将意见反馈。但杨佳仍不认可警方处理意见，并最终决定采用刺杀的方式进行意见表达。
2008年6月12日至23日，杨佳抵达上海并租住在芷江西路派出所周边20米的旅店。26日，又居住于闸北分局旁的某招待所，并先后购买了催泪瓦斯喷雾剂、单刃刀、打火机等工具。

### 案件经过
2008年7月1日晨9时40分，杨佳携带7个自制的汽油瓶前往闸北分局。杨佳首先在天目西路处的警车停放场投掷两个汽油瓶，但并未燃烧，其又在闸北分局正门西侧三米左右的花坛处投掷了剩余5个汽油瓶。在汽油瓶燃烧后，正门处的保安前往救火。杨佳利用保安离岗之际通过大楼的便民服务通道进入大楼。
杨佳在进入大楼后，首先对大楼内门的保安顾建明进行袭击。当时顾建明正在接收电话，杨佳用单刃刀柄用力敲击其头部，又在大厅过道和值班室等处，先后用刀袭击了当值警员倪景荣、方福新、张义阶和张建平等人。四人因伤势过重后去世。当时受伤的保安顾建明随即向上海市110指挥中心报警，指挥中心接报后，指令附近的北站派出所、GPS巡逻车和分局特警支队前往大楼进行搜捕，并通知120，指派救护车辆前往现场。
而杨佳此时通过大厅来到底楼南侧的消防电梯，二楼一警员在接警后冲下楼时遇上等候电梯的杨佳并被其刺伤。随后杨佳乘坐电梯来到9楼，在遇见交警支队的徐维亚后，向其攻击并导致徐死亡。此后杨佳又沿消防通道在10楼、11楼分别刺伤、刺殺警员王凌云、李珂。后杨佳沿消防通道抵达21楼，并在2113办公室门口刺伤等候电梯的督察支队警员吴钰骅。吴钰骅随后带伤赶回办公室并呼叫同事。随后办公室内的其他警员林玮、李伟两人试图逮捕冲入办公室的杨佳。林玮使用办公椅抵挡，适逢旁边纪委监察室的主任孔中卫闻讯冲入，并抱住杨佳，随后室内其他人和赶来的督察支队副队长陈伟、警员容侃敏、纪委黄兆泉用办公椅将杨佳顶在墙角，并抢下凶器戴上手铐。稍后赶到的特警队将其带离现场。

### 善后及立案
在被杨佳袭击的数人中，方福新、张义阶、张建平、徐维亚、李珂、倪景荣等六名警员直接重伤身亡。而顾建明、王凌云、吴钰骅、李伟、孔中卫等五人则受伤送院。7月1日晚6时，中国公安部政治部、上海市公安局政治部向死亡警员的家属发去唁电进行慰问。4日上午，时任上海市委书记的俞正声、市委政法委书记吴志明和市长助理、市公安局局长张学兵前往闸北分局察看案发现场。7月6日，上海市公安局报请上海市人民检察院就杨佳以涉嫌故意杀人罪立案批捕。
案发后，上海名江律师事务所主任谢有明出任杨佳的辩护律师，而谢有明同时也是闸北区人民政府法律顾问和上海商学院的法律顾问。杨佳是在逮捕后要求安排律师，警方随后安排谢有明出任其辩护人。尽管感觉杨佳精神情况正常，但谢有明随后依旧要求对杨佳进行精神鉴定。7月5日，上海警方委托司法部司法鉴定科学技术研究所司法鉴定中心对杨佳的精神情况进行了鉴定，稍后的司法鉴定书表示杨佳“无精神病，具有完全刑事责任能力”。
7月26日，政府为在此案中殉职的警员在上海市龙华殡仪馆举行追悼仪式。此后，上海市人民检察院第二分院向上海市第二中级人民法院就杨佳袭警案提起公诉。

### 一审
2008年9月1日上午10时，上海市二中院在C101法庭就杨佳案进行公开审理和宣判。一审主要围绕管辖权异议、案件过程和量刑等方面展开。首先，法院依据《中华人民共和国刑事诉讼法》第廿四条“刑事案件由犯罪地的人民法院管辖”就管辖权异议进行裁定，认为该案位于上海市境内发生，法院有权审理该案。
此后检方将《司法鉴定书》、《现场勘查笔录》、《尸检报告》呈堂并就杨佳精神情况、案件情况等进行说明，杨佳的辩护律师谢有明就其中有关问题进行了质疑。根据庭审情况和相关证据，法院认为，杨佳的杀人动机为因无理要求未获满足而起意行凶报复。并且认定检方提供的证据“确凿、充分、罪行极其严重，社会危害极大，且无法定或酌定从轻处罚情节”，根据《刑法》第232条，判处杨佳死刑、剥夺政治权利终身。
杨佳于一审后，对于判决结果不服并提起上诉。

### 二审
2008年9月12日，上海市高级人民法院就杨佳上诉立案受理。10月13日上午9时30分，杨佳袭警案在上海市高院第五法庭公开审理，至晚6时30分结束。二审中，杨佳辩护人更换为全国律协刑事委员会副主任的翟建和北京大成律师事务所的吉剑青，并就杨佳的精神情况、是否于2007年被上海警方殴打和一审中存在未出庭证人等方面进行辩论。庭审中，杨佳的父亲杨福生、姨妈王静荣、境内30家媒体和3家境外媒体记者出席旁听。
首先，控辩双方就杨佳是否被警察非法殴打，翟建在庭上询问了杨佳3次前往上海的经过，尤其是2007年10月在芷江西路派出所接受警员询问的经过。杨佳认定当时芷江西路的警员对其实施了殴打，但检方随后出示了其他值班警员和相关的派出所内影像纪录对其自我陈述予以了否定。随后双方又就杨佳的精神是否正常进行了辩论，参与司法鉴定过程的司法鉴定中心专员出庭作证，阐述了精神鉴定的过程，并表示其具备完全行为能力。同时，杨佳亦在庭上对于别人质疑其是否患有精神疾病进行了否认。随后，检方出具了在闸北分局内的现场监控录像，分别为正门、大楼底层大厅和值班室。录像显示，当日9时46分，一名头戴防毒面具的男子在7秒内接连刺中四人。杨佳对此表示“不记得了”，同时也对全部案发情况表示“去的时候也没想到有这样的结果”。而最后法官对杨佳询问是否就作案行为表示后悔，杨佳则当庭表示不后悔。当天审理结束后，法院宣布休庭并择日宣判。
10月20日，上海市高院重新开庭，并对该案作出终审裁决，驳回杨佳上诉请求，维持原判，以故意杀人罪判处其死刑、剥夺政治权利终身并且报请最高人民法院核准。

### 执行死刑
2008年11月21日，中华人民共和国最高人民法院作出复核意见，确认杨佳的作案动机、行为和结果，认为杨佳“为泄私愤而报复杀人，犯罪手段特别残忍，犯罪情节特别恶劣，后果和罪行极其严重，社会危害性极大，应依法惩处。第一审判决、第二审裁定认定的事实清楚，证据确实、充分，定罪准确，量刑适当，审判程序合法”。最高院据此核准上海市高院的死刑裁定，并下达执行死刑令。
11月25日晚7点，最高人民法院签发的刑事裁定书送达杨佳母亲王静梅处，稍早时候，王静梅获准前往上海探视杨佳。11月26日上午，上海市二中院依据执行令对杨佳实施注射死刑。

## 袭警者与遇襲人

### 袭警者
杨佳（1980年8月27日－2008年11月26日），祖籍河北省冀州市，户籍地北京市东城区前圆恩寺胡同。杨佳是在1994年父母离婚后一直与母亲生活在一起。杨佳初中毕业后在一所民办中等技术学校学习市场营销，1999年技校毕业后，在离家较远的首体家乐福工作，一年后因新自行车被盗深受刺激，失业在家，全家依靠母亲的退休金和父亲提供的生活费维持生活。
对杨佳性格特点，有报道描述为：沉默少言，内向而粗犷，好勇而果决，“任何事情，你要给我一个说法，你不给我一个说法，我就给你一个说法”。他解释犯案动机的第一句话是：“有些委屈如果要一辈子背在身上，那我宁愿犯法。”
另有报道，几年前，杨佳在山西省旅游时，在太原火车站排队进站时怕别人偷东西把包挎在胸前，警察说他不好好排队，将他请到派出所，门牙被打掉。事后补牙花了几千块钱。杨佳母子到公安部上访，最终获得警方赔礼道歉和3万元赔偿。
据杨佳的姨妈表示，杨佳母亲与人肢体冲突而引发的长达8年的诉讼和上访也对杨佳也产生了很大影响。

### 遇襲人
杨佳的袭击对象均为男性警察，死亡者6人，均为年龄在46岁到56岁间的警员：
- 张义阶，1952年3月1日出生，1982年9月参加公安工作，一级警督。历任闸北公安分局治安支队副队长，特警队副队长、特警大队副队长、教导员。
- 倪景荣，1961年8月25日生，1981年11月参加公安工作，一级警督，后勤保障处机关服务中心主任，曾任闸北公安分局治安科民警、特警大队民警、巡警支队特警大队大队长，治安支队特警大队大队长。
- 方福新，1958年3月30日出生，1993年12月起从事公安工作，二级警督。任职于闸北分局治安支队，曾在巡警大队、指挥处指挥中心、治安支队等岗位工作。
- 张建平，1961年1月22日出生，1981年12月参加公安工作，三级警督。北站派出所社区、巡逻和执法办案岗位民警。
- 徐维亚，1960年9月18日生，1993年从事公安工作，二级警督。闸北公安分局交警支队民警。
- 李珂，1959年2月26日生，1993年8月参加公安工作，二级警督。闸北公安分局科技科民警。

另有4名警察及一名保安受伤：
- 王凌云：27岁，交警支队，在10楼右肩右胸部刺伤，在闸北区中心医院治疗。
- 吴钰骅：30岁，督察支队，在21楼右胸刀刺伤，在长征医院治疗。唯一一位在2007年10月5日晚杨佳受警察盘问并遭滞留之际与杨佳有过接触的受害人。由此，有吴钰骅是杨佳袭警的主要目标的推断。
- 李伟：31岁，督察支队，在21楼腮腺刀刺伤，在长征医院治疗。
- 孔中卫：49岁，分局纪委监察室主任，转业军官，在21楼腹部刺伤，很快出院。
- 顾建明，48岁，保安，受伤后报警。

## 民众疑问和讨论

### 关于警方遇袭的疑问
袭警案发生后，有众多网民对于杨佳使用一柄单刃刀而能在警局内向数名警员行凶表示疑问，并质疑上海警员的行动力。对此，上海公安局回应表示遇袭的督察和警员均为警局内负责技术保障等方面的内勤人员并且根据规定由于均是文职警察，所以不予佩枪。在此事件后，公安局给保安也都配发了警棍等警用器械安保设备。

### 杨佳丧失生育力传闻
在袭警案发生后，有网民在网上发帖《杨佳遭警察殴打致残》称杨佳释放后感到身体不适去医院检查，发现性器官受到损害，以后很可能将不育。江苏警方随后将发帖人郏啸寅先行逮捕，声明该帖为谣言，后上海市检察院对其以涉嫌诽谤罪批准逮捕。并且，上海警方回应了郏啸寅与杨佳的关系问题。2009年1月13日，改为取保候审。

### 律师问题
杨佳被捕当天，上海名江律师事务所律师谢有明介入此案，向杨佳提供法律帮助。该律师事务所谢有明、谢晋两位律师担任杨佳案法院审判阶段的辩护人。不久后，谢有明同时担任上海闸北区政府法律顾问的身份被媒体披露，从而引发他是否有资格担任杨佳辩护律师的争议。7月23日，最高人民检察院下属报纸《检察日报》发表吴杭民署名文章《谢有明担任杨佳辩护人，让人不放心》，认为谢有明具有闸北区政府法律顾问的身份，不应接受这样一有利益冲突的案件，而应该根据《律师执业行为规范（试行）》的要求进行回避。谢有明可能未向杨佳说明自己的身份。这篇文章还批评谢有明对媒体发表的明显不利于杨佳的信息——“像杨佳犯罪情节这么严重的，一般来说，在量刑上几乎没什么疑问，不出意外的话，估计是死刑。”，明显不符合自己辩护律师的身份。
二审中，上海法律援助中心根据一审存在的律师委派问题，而向杨佳另推荐新的辩护律师，委任全国律协刑事委员会副主任的翟建和北京大成律师事务所的吉剑青作为其二审律师，并获得杨佳的同意。而此前，杨佳曾拒绝了其父亲（与杨母早已离异）为其选择的律师。

### 司法鉴定问题
据司法部鉴定科学技术研究所鉴定，杨佳具有完全刑事责任能力。据报道，二审法庭上杨佳当庭否认自己有精神病，并指有病的是那些警察。然而有律师指出，“司法鉴定科学技术研究所”不具有进行精神病司法鉴定的法律资质，这一鉴定手续违法，不能作为可信证据。杨佳父亲为其聘请的律师刘晓原亦质疑对杨佳没有精神病的医学鉴定是「违规的、草率的、不具法律效应的」。
但检方认为，司法鉴定科学技术研究所是司法部下属的一个事业单位，并非行政机构，因此司法鉴定中心具备鉴定资格。
据警方报道，犯罪嫌疑人交代，他点燃燃烧瓶目的是“想把此事的社会影响搞大”。

### 杨佳母亲失踪一事
杨佳母亲王静梅被视为是杨佳袭警案最重要的证人之一，她了解杨佳在2008年7月1日到上海闸北区袭警之前，为向警方讨说法而展开的9个月的整个申诉过程。
杨佳案案发当天晚上，居住在北京市朝阳区慧忠里小区407号楼的王静梅被朝阳区大屯派出所带走，协助上海警方调查 。此后各方均无法找到王静梅。7月17日下午14时20分，杨佳的姨妈王静荣向大屯派出所报警，寻找失踪十余天的王静梅。当地警官表示，杨佳母亲在协助上海警方调查后，已经于7月4日自行离开派出所。而上海警方同样表示不了解此事。杨佳父亲杨福生与王静荣持续在网上发帖，寻找王静梅下落。而律师谢有明却在杨母失踪期间得到杨母的亲笔签名授权委托书曾一度让人不解。
事后表明，王静梅在杨佳被捕后不久，便被送入北京市安康医院进行「强制性治疗」，杨佳一审代理律师谢有明曾到医院找她索取授权委托书的签名，并解释“当时是为了孩子好。我在这里帮不上忙，总得让孩子有个律师”。杨福生质疑，为何可以在不通知亲属的情况下强制治疗。11月9日，王静荣前往探视。
此前，有媒体披露王静梅具有偏执型人格，在宣武区虎坊桥东的招待所当服务员时曾因与旅客的肢体冲突而将对方诉至法院，法院审理认为属于双方责任后。据杨佳父亲为其聘请的律师刘晓原所述，是公安部门把王静梅送进该院的。刘晓原还表示，依据规定，有关部门应当在24小时之内，通知病人家属，但北京朝阳区大屯派出所屡次撒谎。
王静梅就此事多次上访北京各主要部门乃至国务院信访办和最高法院信访办。

### 人性的讨论
杨佳袭警案发生后，对于大陆地区部分网民为杨佳叫好的现象。部分媒体曾将之称为“同情弱者，仇权心理”，并评论为“如果说，公众对于杨佳‘同情弱者’的心态值得理解，那么对于遇难警察‘仇权心理’的肆虐则是于情不合的”。另外，遇袭警员李珂的妻子亦曾在网络撰文《告所有爱我的和我爱的网友们》表达了对于丈夫无辜被害的伤心以及部分网民叫好的愤怒。《南方周末》等南方系新闻媒体对于本案中杨佳作案情节和过往生活经历的报道亦更多从其与其母亲过往所遭受的警察与司法不公正经历出发，同时未严厉谴责作案人杨佳，而这引發唐杰等“新爱国主义运动”人士不滿。

### 對楊佳的評論
深圳當代社會觀察研究所所長劉開明認為，楊佳的報復是有針對性的，不濫傷無辜，與其他傷害弱者報復社會的案件有很大不同。劉又担忧社會報復事件會增多。
律师刘晓原在Twitter上发出信息，表示杨佳案引起全社会关注和思考；刘认为，杨佳案的发生实际上是和警方的暴力执法是有关系的。但让人不愿看到的是，执法机关并没有从中接受教训，暴力执法仍然非常地普遍。
王希哲认为，基于中国历史经验，“出路不在把杨佳描画成水浒似英雄，不在杨佳案的枝节‘真相’上纠缠。根本出路在抓住事件的机会，引导群众舆论，宣传独立司法制度的重要性，宣传让底层人民有冤有苦能有他们可以相信公正的地方诉讼的重要性，力促中国司法改革，政治改革“:362。

## 后续影响
- 2008年底，中国大陆艺术家艾未未、经济学家茅于轼、法学家于浩成、作家戴晴、学者张祖桦、夏业良、律师李苏滨、江天勇、记者王卫星、马萧，以及包括教师、学生、农民、工程师、设计师、摄影师在内的各界人士共44人，星期一签署了一份“关于特别赦免杨佳先生的公民建议书”，要求特赦杨佳。带头签名的艾未未表示，特赦可以帮助民众理性看待死刑。宪政学者张祖桦则认为，而杨佳的情况特殊，社会有很大争议，若不能废除死刑，应对其特赦。[49]
- 2011年底，杨佳的母亲王静梅表示其祭奠杨佳并未受到限制，但和她打电话相约的朋友大多被警方限制。[47]
- 2013年4月，三十多名天津访民和六位在北京的艺术家先后到高度戒备的北京西郊福田公墓为杨佳扫墓，结果都被强行送进多个公安派出所关押问话。[50]
- 2018年11月26日，幾名江蘇訪民到帶同鮮花及水果，祭奠北京青年楊佳。因被當局強拆而踏上維權之路的江蘇訪民馬玉鳳對記者說：她與幾名江蘇訪民當天專程到北京福田公墓，祭奠十年前因為殺警而被執行死刑的楊佳，他們認為楊佳是一位英雄，敢於向當局討公道。她又指，自己與其他訪民經常遭到警察的不公平對待，維權多年都沒有得到妥善的安置及賠償。[51]

### 音乐致敬
流亡海外的中国大陆地下摇滚乐队盤古樂隊发行了一张以《我的祖国之刀》（故鄉的刀）杨佳命名的五首歌专辑。有一首歌是以杨的名言命名的：你（当局）拒绝给我解释，我会给你我自己的解释。

### 美国人权报告
美国国务院的《2008年人权报告》提到了杨佳：
|  | 11月26日，被控于7月1日杀害6名上海警察的杨佳在上海高级法院裁定维持定罪后被执行死刑。杨的案件包括审判中的严重违规行为，上诉法院剥夺了他接受精神疾病检查的机会，尽管杨的新律师请求允许。 |

## 类似案件
- 2010年6月1日上午9:50左右，湖南省永州市零陵区法院发生一起枪击案件。凶手持微型冲锋枪冲进法院向法官和工作人员扫射，现确认造成3名法官死亡、3名法官受伤，凶手当场自杀。
- 2012年11月9日，湖北宣恩农民吴西华杀死曾在交通事故纠纷中殴打自己的宣恩县拘留所民警杜平[56]。
- 2023年1月19日，浙江男子楊某迅嫌疑持刀殺死6人後被捕。報導指疑犯楊某迅與鄰居發生土地糾紛，又受到村官不公正對待，上訪卻被官員囚禁，於是產生報復殺人心理。[57]